# Serain
Serain är en kommun i departementet Aisne i regionen Hauts-de-France i norra Frankrike. Kommunen ligger  i kantonen Bohain-en-Vermandois som ligger i arrondissementet Saint-Quentin. År 2022 hade Serain 390 invånare.

## Befolkningsutveckling
Antalet invånare i kommunen Serain
Referens: INSEE